# 洛德里諾河
46°18′09″N 8°59′08″E / 46.30247°N 8.98543°E

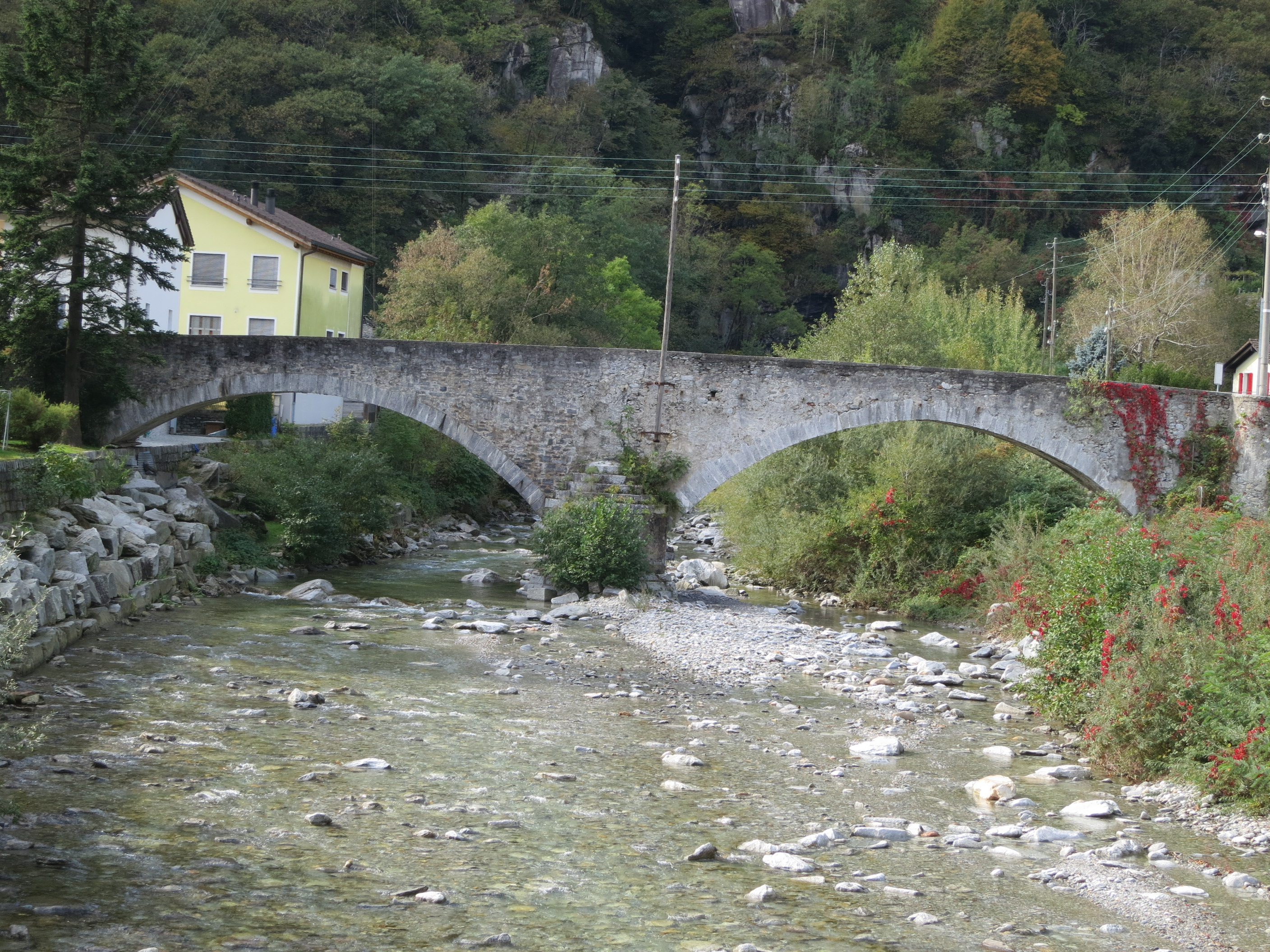

洛德里諾河是瑞士的河流，位於該國南部，流經提契諾州，屬於提契諾河的右支流，河道全長8.2公里，流域面積20平方公里，河口處在洛德里諾附近。